# Москвинская волость

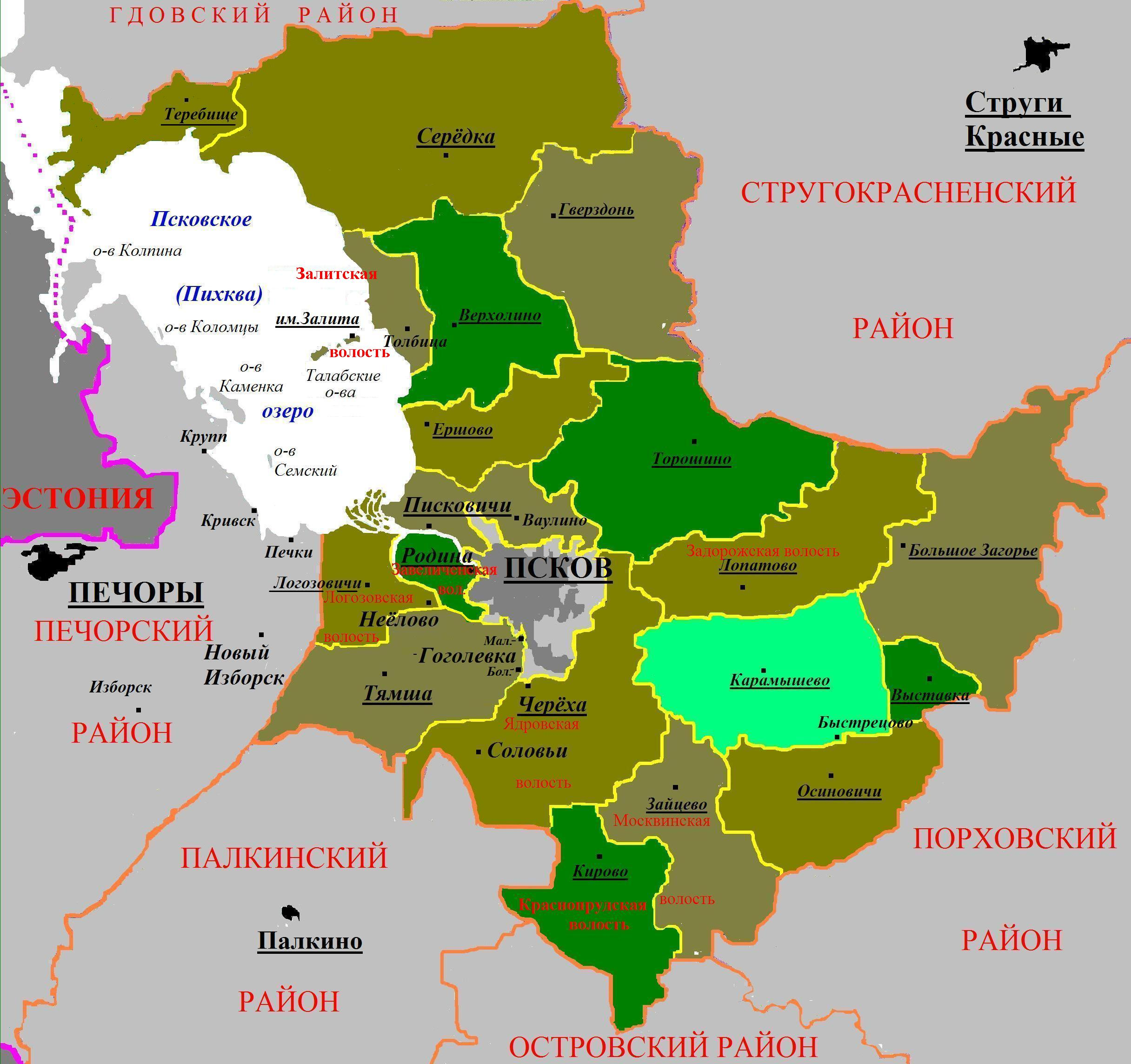
Административное деление Псковского района (2005)

Москвинская волость — упразднённое муниципальное образование со статусом сельского поселения и административно-территориальная единица 3-го уровня в Псковском районе Псковской области России.
Упразднена в 2010 году и включена в состав Краснопрудской волости.
Административным центром была деревня Зайцево — находится в 31 км к юго-востоку от города Псков.

## География
Территория волости граничила на северо-западе с Ядровской, на северо-востоке — с Карамышевской, на западе — с Краснопрудской волостями Псковского района, на юге — с Порховским и Островским районами.

## История
До 1924 года эта территория в основном входила в Мелеховскую волость с центром в с. Иваново-Мелеховское (Мелехово) и в Прудскую волость с центром в с. Пруды Псковского уезда Псковской губернии.
Декретом ВЦИК от 10 апреля 1924 года была образована укрупнённая Краснопрудская волость, в которую вошёл Мелеховский сельсовет (по д. Мелехово), а также Волчеямский (по д. Волчьи Ямы), Красноивановский, Краснопрудский, Лопатинский сельсоветы; в октябре 1925 года также выделен Зайковский сельсовет, в октябре 1926 года — Сумецкий, в мае 1927 года — Горбовский.
В 1927 году волости, уезды и губернии в СССР были упразднены, при этом сельсоветы вошли в Псковский и частично в Карамышевский районы Псковского округа Ленинградской области.
В 1928 году Зайковский сельсовет был переименован в Москвинский сельсовет (по д. Москвино), а Волчеямский — в Рашнёвский (по д. Рашнёво).
Указом Президиума Верховного Совета РСФСР от 16 июня 1954 года в Москвинский сельсовет был включён упразднённый Рашнёвский сельсовет.
Постановлением Псковского областного Собрания депутатов от 26 января 1995 года все сельсоветы в Псковской области были переименованы в волости, в том числе Москвинский сельсовет превращён в Москвинскую волость.
Законом Псковской области от 28 февраля 2005 года в границах волости было образовано также муниципальное образование Москвинская волость со статусом сельского поселения с 1 января 2006 года в составе муниципального образования Псковский район со статусом муниципального района.
Законом Псковской области от 31 марта 2010 года Москвинская волость была упразднена и включена в состав Краснопрудской волости с центром в деревне Кирово, соответствующие изменения окончательно вступили в силу 1 января 2011 года.

## Население
Численность населения Москвинской волости по переписи населения 2002 года составила 616 жителей (по оценке на начало 2010 года — 543 жителя).

## Населённые пункты
В состав Москвинской волости до упразднения входила 41 деревня: Амосково, Болотово, Букачи, Волчьи Ямы, Галушино, Голомино, Голубы, Гришино, Давыжья Гора, Дмитрово, Дьяконово, Ильина Гора, Зайцево, Карзули, Колоколово, Лабенск, Ланева Гора, Махново, Мелехово, Москвино, Назимово, Ольхи, Олохово, Ореховичи, Палкино, Печихино, Пискуново, Подболотье, Подклинье, Пузакова Гора, Раздольный, Рашнёво, Русски, Стехново, Сухлово, Темерево, Филатково, Хрячова Гора, Шемякино, Шквары, Губино.